# فهرست قطعنامه‌های شورای امنیت ۱۰۰۱ تا ۱۱۰۰
| قطعنامه‌های شورای امنیت                                      |
| ----------------------------------------------------------- |
| منابع: نشست‌های شورای امنیت • UNBISnet • ویکی‌نبشته           |
| ۱ تا ۱۰۰ (۱۹۴۶–۱۹۵۳)                                        |
| ۱۰۱ تا ۲۰۰ (۱۹۵۳–۱۹۶۵)                                      |
| ۲۰۱ تا ۳۰۰ (۱۹۶۵–۱۹۷۱)                                      |
| ۳۰۱ تا ۴۰۰ (۱۹۷۱–۱۹۷۶)                                      |
| ۴۰۱ تا ۵۰۰ (۱۹۷۶–۱۹۸۲)                                      |
| ۵۰۱ تا ۶۰۰ (۱۹۸۲–۱۹۸۷)                                      |
| ۶۰۱ تا ۷۰۰ (۱۹۸۷–۱۹۹۱)                                      |
| ۷۰۱ تا ۸۰۰ (۱۹۹۱–۱۹۹۳)                                      |
| ۸۰۱ تا ۹۰۰ (۱۹۹۳–۱۹۹۴)                                      |
| ۹۰۱ تا ۱۰۰۰ (۱۹۹۴–۱۹۹۵)                                     |
| ۱۰۰۱ تا ۱۱۰۰ (۱۹۹۵–۱۹۹۷)                                    |
| ۱۱۰۱ تا ۱۲۰۰ (۱۹۹۷–۱۹۹۸)                                    |
| ۱۲۰۱ تا ۱۳۰۰ (۱۹۹۸–۲۰۰۰)                                    |
| ۱۳۰۱ تا ۱۴۰۰ (۲۰۰۰–۲۰۰۲)                                    |
| ۱۴۰۱ تا ۱۵۰۰ (۲۰۰۲–۲۰۰۳)                                    |
| ۱۵۰۱ تا ۱۶۰۰ (۲۰۰۳–۲۰۰۵)                                    |
| ۱۶۰۱ تا ۱۷۰۰ (۲۰۰۵–۲۰۰۶)                                    |
| ۱۷۰۱ تا ۱۸۰۰ (۲۰۰۶–۲۰۰۸)                                    |
| ۱۸۰۱ تا ۱۹۰۰ (۲۰۰۸–۲۰۰۹)                                    |
| ۱۹۰۱ تا ۲۰۰۰ (۲۰۰۹–۲۰۱۱)                                    |
| ۲۰۰۱ تا ۲۱۰۰ (۲۰۱۱–۲۰۱۳)                                    |
| ۲۱۰۱ تا ۲۲۰۰ (۲۰۱۳–۲۰۱۵)                                    |
| ۲۲۰۱ تا ۲۳۰۰ (۲۰۱۵–۲۰۱۶)                                    |
| ۲۳۰۱ تا ۲۴۰۰ (۲۰۱۶–۲۰۱۸)                                    |
| ۲۲۰۱ تا ۲۳۰۰ (۲۰۱۸–تاکنون)                                  |
| متن مربوطه در ویکی‌نبشته : قطعنامه‌های شورای امنیت سازمان ملل |

فهرست زیر، شامل قطعنامه‌های سازمان ملل متحد از قطعنامهٔ شمارهٔ ۱۰۰۱ تا ۱۱۰۰ است که در بازهٔ زمانی ۲۸ ژوئیه ۱۹۹۵ میلادی تا ۲۷ مارس ۱۹۹۷ به تصویب رسیده‌است.
| شمارهٔ قطعنامه | تاریخ           | آرا (موافق-ممتنع-مخالف) | موضوع نشست                                                                                    |
| ------------- | --------------- | ----------------------- | --------------------------------------------------------------------------------------------- |
| ۱۰۰۶          | ۲۸ ژوئیه ۱۹۹۵   | ۱۵-۰-۰                  | اسرائیل-لبنان                                                                                 |
| ۱۰۰۷          | ۳۱ ژوئیه ۱۹۹۵   | ۱۵-۰-۰                  | هائیتی                                                                                        |
| ۱۰۰۸          | ۰۷ اوت ۱۹۹۵     | ۱۵-۰-۰                  | آنگولا                                                                                        |
| ۱۰۰۹          | ۱۰ اوت ۱۹۹۵     | ۱۵-۰-۰                  | کرواسی                                                                                        |
| ۱۰۱۰          | ۱۰ اوت ۱۹۹۵     | ۱۵-۰-۰                  | بوسنی و هرزگوین                                                                               |
| ۱۰۱۱          | ۱۶ اوت ۱۹۹۵     | ۱۵-۰-۰                  | رواندا                                                                                        |
| ۱۰۱۲          | ۲۸ اوت ۱۹۹۵     | ۱۵-۰-۰                  | بوروندی                                                                                       |
| ۱۰۱۳          | ۰۷ سپتامبر ۱۹۹۵ | ۱۵-۰-۰                  | رواندا                                                                                        |
| ۱۰۱۴          | ۱۵ سپتامبر ۱۹۹۵ | ۱۵-۰-۰                  | لیبریا                                                                                        |
| ۱۰۱۵          | ۱۵ سپتامبر ۱۹۹۵ | ۱۵-۰-۰                  | یوگسلاوی سابق                                                                                 |
| ۱۰۱۶          | ۲۱ سپتامبر ۱۹۹۵ | ۱۵-۰-۰                  | بوسنی و هرزگوین                                                                               |
| ۱۰۱۷          | ۲۲ سپتامبر ۱۹۹۵ | ۱۵-۰-۰                  | صحرای غربی                                                                                    |
| ۱۰۱۸          | ۰۷ نوامبر ۱۹۹۵  | ۱۵-۰-۰                  | دیوان بین‌المللی دادگستری                                                                      |
| ۱۰۱۹          | ۰۹ نوامبر ۱۹۹۵  | ۱۵-۰-۰                  | یوگسلاوی سابق                                                                                 |
| ۱۰۲۰          | ۱۰ نوامبر ۱۹۹۵  | ۱۵-۰-۰                  | لیبریا                                                                                        |
| ۱۰۲۱          | ۲۲ نوامبر ۱۹۹۵  | ۱۴-۱-۰                  | یوگسلاوی سابق                                                                                 |
| ۱۰۲۲          | ۲۲ نوامبر ۱۹۹۵  | ۱۴-۱-۰                  | یوگسلاوی سابق                                                                                 |
| ۱۰۲۳          | ۲۲ نوامبر ۱۹۹۵  | ۱۵-۰-۰                  | کرواسی                                                                                        |
| ۱۰۲۴          | ۲۸ نوامبر ۱۹۹۵  | ۱۵-۰-۰                  | اسرائیل-جمهوری عربی سوریه                                                                     |
| ۱۰۲۵          | ۳۰ نوامبر ۱۹۹۵  | ۱۵-۰-۰                  | کرواسی                                                                                        |
| ۱۰۲۶          | ۳۰ نوامبر ۱۹۹۵  | ۱۵-۰-۰                  | بوسنی و هرزگوین                                                                               |
| ۱۰۲۷          | ۳۰ نوامبر ۱۹۹۵  | ۱۵-۰-۰                  | جمهوری مقدونیه                                                                                |
| ۱۰۲۸          | ۰۸ دسامبر ۱۹۹۵  | ۱۵-۰-۰                  | رواندا                                                                                        |
| ۱۰۲۹          | ۱۲ دسامبر ۱۹۹۵  | ۱۵-۰-۰                  | رواندا                                                                                        |
| ۱۰۳۰          | ۱۴ دسامبر ۱۹۹۵  | ۱۵-۰-۰                  | تاجیکستان                                                                                     |
| ۱۰۳۱          | ۱۵ دسامبر ۱۹۹۵  | ۱۵-۰-۰                  | بوسنی و هرزگوین                                                                               |
| ۱۰۳۲          | ۱۹ دسامبر ۱۹۹۵  | ۱۵-۰-۰                  | قبرس                                                                                          |
| ۱۰۳۳          | ۱۹ دسامبر ۱۹۹۵  | ۱۵-۰-۰                  | صحرای غربی                                                                                    |
| ۱۰۳۴          | ۲۱ دسامبر ۱۹۹۵  | ۱۵-۰-۰                  | بوسنی و هرزگوین                                                                               |
| ۱۰۳۵          | ۲۱ دسامبر ۱۹۹۵  | ۱۵-۰-۰                  | بوسنی و هرزگوین                                                                               |
| ۱۰۳۶          | ۱۲ ژانویه ۱۹۹۶  | ۱۵-۰-۰                  | وضعیت در گرجستان                                                                              |
| ۱۰۳۷          | ۱۵ ژانویه ۱۹۹۶  | ۱۵-۰-۰                  | وضعیت در کرواسی                                                                               |
| ۱۰۳۸          | ۱۵ ژانویه ۱۹۹۶  | ۱۵-۰-۰                  | وضعیت در کرواسی                                                                               |
| ۱۰۳۹          | ۲۹ ژانویه ۱۹۹۶  | ۱۵-۰-۰                  | اسرائیل-لبنان                                                                                 |
| ۱۰۴۰          | ۲۹ ژانویه ۱۹۹۶  | ۱۵-۰-۰                  | وضعیت در بوروندی                                                                              |
| ۱۰۴۱          | ۲۹ ژانویه ۱۹۹۶  | ۱۵-۰-۰                  | وضعیت در لیبریا                                                                               |
| ۱۰۴۲          | ۳۱ ژانویه ۱۹۹۶  | ۱۵-۰-۰                  | وضعیت صحرای غربی                                                                              |
| ۱۰۴۳          | ۳۱ ژانویه ۱۹۹۶  | ۱۵-۰-۰                  | وضعیت در کرواسی                                                                               |
| ۱۰۴۴          | ۳۱ ژانویه ۱۹۹۶  | ۱۵-۰-۰                  | نامه‌ای از اتیوپی به رئیس شورای امنیت در مورد سودان                                            |
| ۱۰۴۵          | ۰۸ فوریه ۱۹۹۶   | ۱۵-۰-۰                  | بررسی وضعیت در آنگولا                                                                         |
| ۱۰۴۶          | ۱۳ فوریه ۱۹۹۶   | ۱۵-۰-۰                  | بررسی وضعیت در یوگسلاوی سابق و جمهوری مقدونیه                                                 |
| ۱۰۴۷          | ۲۹ فوریه ۱۹۹۶   | ۱۵-۰-۰                  | انتساب دادستان برای دادگاه بین‌المللی کیفری یوگسلاوی سابق و دادگاه بین‌المللی کیفری برای رواندا |
| ۱۰۴۸          | ۲۹ فوریه ۱۹۹۶   | ۱۵-۰-۰                  | مسئلهٔ هائیتی                                                                                  |
| ۱۰۴۹          | ۰۵ مارس ۱۹۹۶    | ۱۵-۰-۰                  | بررسی وضعیت در بوروندی                                                                        |
| ۱۰۵۰          | ۰۸ مارس ۱۹۹۶    | ۱۵-۰-۰                  | بررسی وضعیت در رواندا                                                                         |
| ۱۰۵۱          | ۲۷ مارس ۱۹۹۶    | ۱۵-۰-۰                  | بررسی وضعیت میان عراق و کویت                                                                  |
| ۱۰۵۲          | ۱۸ آوریل ۱۹۹۶   | ۱۵-۰-۰                  | بررسی وضعیت خاورمیانه                                                                         |
| ۱۰۵۳          | ۲۳ آوریل ۱۹۹۶   | ۱۵-۰-۰                  | بررسی وضعیت در رواندا                                                                         |
| ۱۰۵۴          | ۲۶ آوریل ۱۹۹۶   | ۱۳-۲-۰                  | نامه‌ای از اتیوپی به رئیس شورای امنیت در مورد سودان                                            |
| ۱۰۵۵          | ۰۸ مه ۱۹۹۶      | ۱۵-۰-۰                  | بررسی وضعیت در آنگولا                                                                         |
| ۱۰۵۶          | ۲۹ مه ۱۹۹۶      | ۱۵-۰-۰                  | بررسی وضعیت صحرای غربی                                                                        |
| ۱۰۵۷          | ۳۰ مه ۱۹۹۶      | ۱۵-۰-۰                  | بررسی وضعیت خاورمیانه                                                                         |
| ۱۰۵۸          | ۳۰ مه ۱۹۹۶      | ۱۴-۱-۰                  | بررسی وضعیت در یوگسلاوی سابق و جمهوری مقدونیه                                                 |
| ۱۰۵۹          | ۳۱ مه ۱۹۹۶      | ۱۵-۰-۰                  | بررسی وضعیت در لیبریا                                                                         |
| ۱۰۶۰          | ۱۲ ژوئن ۱۹۹۶    | ۱۵-۰-۰                  | بررسی وضعیت میان عراق و کویت                                                                  |
| ۱۰۶۱          | ۱۴ ژوئن ۱۹۹۶    | ۱۵-۰-۰                  | بررسی وضعیت در تاجیکستان بر سر امتداد مرز بین تاجیکستان و افغانستان                           |
| ۱۰۶۲          | ۲۸ ژوئن ۱۹۹۶    | ۱۵-۰-۰                  | بررسی وضعیت در قبرس                                                                           |
| ۱۰۶۳          | ۲۸ ژوئن ۱۹۹۶    | ۱۵-۰-۰                  | مسئلهٔ در مورد هائیتی                                                                          |
| ۱۰۶۴          | ۱۱ ژوئیه ۱۹۹۶   | ۱۵-۰-۰                  | بررسی وضعیت در آنگولا                                                                         |
| ۱۰۶۵          | ۱۲ ژوئیه ۱۹۹۶   | ۱۵-۰-۰                  | بررسی وضعیت در گرجستان                                                                        |
| ۱۰۶۶          | ۱۵ ژوئیه ۱۹۹۶   | ۱۵-۰-۰                  | بررسی وضعیت در کرواسی                                                                         |
| ۱۰۶۷          | ۲۶ ژوئیه ۱۹۹۶   | ۱۳-۲-۰                  | شلیک به دو هواپیمای غیرنظامی                                                                  |
| ۱۰۶۸          | ۳۰ ژوئیه ۱۹۹۶   | ۱۵-۰-۰                  | بررسی وضعیت خاورمیانه                                                                         |
| ۱۰۶۹          | ۳۰ ژوئیه ۱۹۹۶   | ۱۵-۰-۰                  | بررسی وضعیت در کرواسی                                                                         |
| ۱۰۷۰          | ۱۶ اوت ۱۹۹۶     | ۱۳-۲-۰                  | نامه‌ای از اتیوپی به رئیس شورای امنیت در مورد سودان                                            |
| ۱۰۷۱          | ۳۰ اوت ۱۹۹۶     | ۱۵-۰-۰                  | بررسی وضعیت در لیبریا                                                                         |
| ۱۰۷۲          | ۳۰ اوت ۱۹۹۶     | ۱۵-۰-۰                  | بررسی وضعیت در بوروندی                                                                        |
| ۱۰۷۳          | ۲۸ سپتامبر ۱۹۹۶ | ۱۴-۱-۰                  | بررسی وضعیت در سرزمین‌های عرب                                                                  |
| ۱۰۷۴          | ۰۱ اکتبر ۱۹۹۶   | ۱۵-۰-۰                  | بررسی وضعیت در یوگسلاوی سابق                                                                  |
| ۱۰۷۵          | ۱۱ اکتبر ۱۹۹۶   | ۱۵-۰-۰                  | بررسی وضعیت در آنگولا                                                                         |
| ۱۰۷۶          | ۲۲ اکتبر ۱۹۹۶   | ۱۵-۰-۰                  | اوضاع در افغانستان                                                                            |
| ۱۰۷۷          | ۲۲ اکتبر ۱۹۹۶   | ۱۴-۱-۰                  | بررسی وضعیت در گرجستان                                                                        |
| ۱۰۷۸          | ۰۹ نوامبر ۱۹۹۶  | ۱۵-۰-۰                  | بررسی وضعیت در منطقه دریاچه‌های بزرگ                                                           |
| ۱۰۷۹          | ۱۵ نوامبر ۱۹۹۶  | ۱۵-۰-۰                  | بررسی وضعیت در کرواسی                                                                         |
| ۱۰۸۰          | ۱۵ نوامبر ۱۹۹۶  | ۱۵-۰-۰                  | بررسی وضعیت در منطقه دریاچه‌های بزرگ                                                           |
| ۱۰۸۱          | ۲۷ نوامبر ۱۹۹۶  | ۱۵-۰-۰                  | بررسی وضعیت خاورمیانه                                                                         |
| ۱۰۸۲          | ۲۷ نوامبر ۱۹۹۶  | ۱۵-۰-۰                  | بررسی وضعیت در یوگسلاوی سابق و جمهوری مقدونیه                                                 |
| ۱۰۸۳          | ۲۷ نوامبر ۱۹۹۶  | ۱۵-۰-۰                  | بررسی وضعیت در لیبریا                                                                         |
| ۱۰۸۴          | ۲۷ نوامبر ۱۹۹۶  | ۱۵-۰-۰                  | بررسی وضعیت صحرای غربی                                                                        |
| ۱۰۸۵          | ۲۹ نوامبر ۱۹۹۶  | ۱۵-۰-۰                  | مسئلهٔ در مورد هاییتی                                                                          |
| ۱۰۸۶          | ۰۵ دسامبر ۱۹۹۶  | ۱۵-۰-۰                  | مسئلهٔ در مورد هاییتی                                                                          |
| ۱۰۸۷          | ۱۱ دسامبر ۱۹۹۶  | ۱۵-۰-۰                  | بررسی وضعیت در آنگولا                                                                         |
| ۱۰۸۸          | ۱۲ دسامبر ۱۹۹۶  | ۱۵-۰-۰                  | بررسی وضعیت در بوسنی و هرزگوین                                                                |
| ۱۰۸۹          | ۱۳ دسامبر ۱۹۹۶  | ۱۵-۰-۰                  | بررسی وضعیت در تاجیکستان بر سر امتداد مرز بین تاجیکستان و افغانستان                           |
| ۱۰۹۰          | ۱۳ دسامبر ۱۹۹۶  | - -                     | توصیه در مورد انتصاب دبیر کل سازمان ملل                                                       |
| ۱۰۹۱          | ۱۳ دسامبر ۱۹۹۶  | - -                     | توصیه در مورد انتصاب دبیر کل سازمان ملل                                                       |
| ۱۰۹۲          | ۲۳ دسامبر ۱۹۹۶  | ۱۵-۰-۰                  | بررسی وضعیت در قبرس                                                                           |
| ۱۰۹۳          | ۱۴ ژانویه ۱۹۹۷  | ۱۵-۰-۰                  | بررسی وضعیت در کرواسی                                                                         |
| ۱۰۹۴          | ۲۰ ژانویه ۱۹۹۷  | ۱۵-۰-۰                  | آمریکای مرکزی: تلاش برای برقرای صلح                                                           |
| ۱۰۹۵          | ۲۸ ژانویه ۱۹۹۷  | ۱۵-۰-۰                  | بررسی وضعیت خاورمیانه                                                                         |
| ۱۰۹۶          | ۳۰ ژانویه ۱۹۹۷  | ۱۵-۰-۰                  | بررسی وضعیت در گرجستان                                                                        |
| ۱۰۹۷          | ۱۸ فوریه ۱۹۹۷   | ۱۵-۰-۰                  | بررسی وضعیت در منطقه دریاچه‌های بزرگ                                                           |
| ۱۰۹۸          | ۲۷ فوریه ۱۹۹۷   | ۱۵-۰-۰                  | بررسی وضعیت در آنگولا                                                                         |
| ۱۰۹۹          | ۱۴ مارس ۱۹۹۷    | ۱۵-۰-۰                  | بررسی وضعیت در تاجیکستان بر سر امتداد مرز بین تاجیکستان و افغانستان                           |
| ۱۱۰۰          | ۲۷ مارس ۱۹۹۷    | ۱۵-۰-۰                  | بررسی وضعیت در لیبریا                                                                         |